# I hakkorsets skugga
I hakkorsets skugga, fullständig titel I hakkorsets skugga: min barndom i Nazityskland, är en roman av den tysk-judiska författarinnan Ilse Koehn från 1977. Boken är självbiografisk och skildrar Koehns barndom i Nazityskland. Den utgavs 1980 i svensk översättning.

## Handling
Ilse föddes 1929 i Tyskland. Föräldrarna var enkelt och rejält folk. Grete, en vacker sömmerska, och Ernst, en ung telereparatör. Det enda som var tråkigt med föräldrarna, det var att pappa Ernst var jude. Och det var det farligt att vara i Tyskland på trettiotalet, det gjorde man allt för att dölja. Ilses föräldrar lyckades. Inte ens Ilse visste det, och det blev en förfärlig chock för henne när föräldrarna plötsligt och obegripligt måste skiljas åt och Ilse flytta med mamma till sin mormor och morfar.

## Utgåvor på svenska
- 1980 - ISBN 91-29-54447-5
- 1985 - ISBN 91-29-57031-X